# هشام أرازي
هشام أرازي لاعب كرة مضرب مغربي الجنسية من مواليد العاصمة الاقتصادية للمغرب بالدارالبيضاء سنة 1973، بدأ مزاولة لعبة التنس مند نعومة اظافره ولعب في فرق الصغار دون 13 ودون 17 عاما وشارك في دوريات وطنية ودولية قبل احتراف اللعبة سنة 1993 كان من بين أحسن اللاعبين في العالم احسن تصنيف وصل اليه هو الترتيب ال 21 كان دلك في سنة 2OO1 وحصل على أول ألقابه ضمن بطولات atp في بطولة الدارالبيضاء سنة 1997 وهو ملقب بساحر الملاعب.
أبرز إنجازته الوصول إلى نهائي بطولة مونت كارلو للماسترز وانهزامه أمام البرازيلي غوستافو كويرتن كما تمكن من الوصول إلى ربع النهائي في رولان غاروس مرتين سنة 1997 و1998 وأيضا ربع النهائي في بطولة أستراليا المفتوحة مرتين سنة 2000 و 2004
لكن اللقاء التاريخي الدي لن ينساه الجمهور المغربي والعربي هو لقاؤه مع كوكب التنس السويسري روجر فيدرير سنة 2002 في بطولة فرنسا المفتوحة حيث تمكن ساحر الملاعب كما يلقب ارازي من سحق السويسري في الدور الأول بثلاث مجموعات نظيفة وفي وقت قياسي زمنه ساعة وحيدة و 35 دقيقة بواقع 6/3 6/2 و 6/4.

## روابط خارجية
- هشام أرازي على موقع رابطة محترفي التنس (الإنجليزية)
- هشام أرازي على موقع الاتحاد الدولي لكرة المضرب (الإنجليزية)
- هشام أرازي على موقع كأس ديفيز (الإنجليزية)
- هشام أرازي على موقع خلاصة التنس.كوم (الإنجليزية)
- هشام أرازي على موقع أوليمبيديا (الإنجليزية)